# Norbury
Norbury is een civil parish in het bestuurlijke gebied Stafford, in het Engelse graafschap Staffordshire. In 2001 telde het dorp 323 inwoners. Norbury komt in het Domesday Book (1086) voor als 'Nortberie'.